# 拳の記憶
『拳の記憶』（こぶしのきおく）は、2005年に公開された、河野和男監督の短編映画。第1回CON-CAN MOVIE FESTIVAL 入選作品。

## あらすじ
かつて街を支配していたゴロツキどもが10年ぶりに再会し、最強を問う。しかしかつて最強だったリュウは日が暮れて現れなかった。

## みどころ
非常にライブ感の強い仕上がりのためアクションシーンは地味だが痛々しい。

## 出演
- 西川和宏
- 齊藤あきら
- 芹口康孝
- 市村直樹
- 三橋潔
- あべかつのり
- 河田義市

## スタッフ
- 脚本、撮影、監督、編集：河野和男
- 録音：鈴木明日香